# Mont-rebei
|  | Aquest article tracta sobre el despoblat. Si cerqueu l'accident geogràfic, vegeu «Congost de Mont-rebei». |

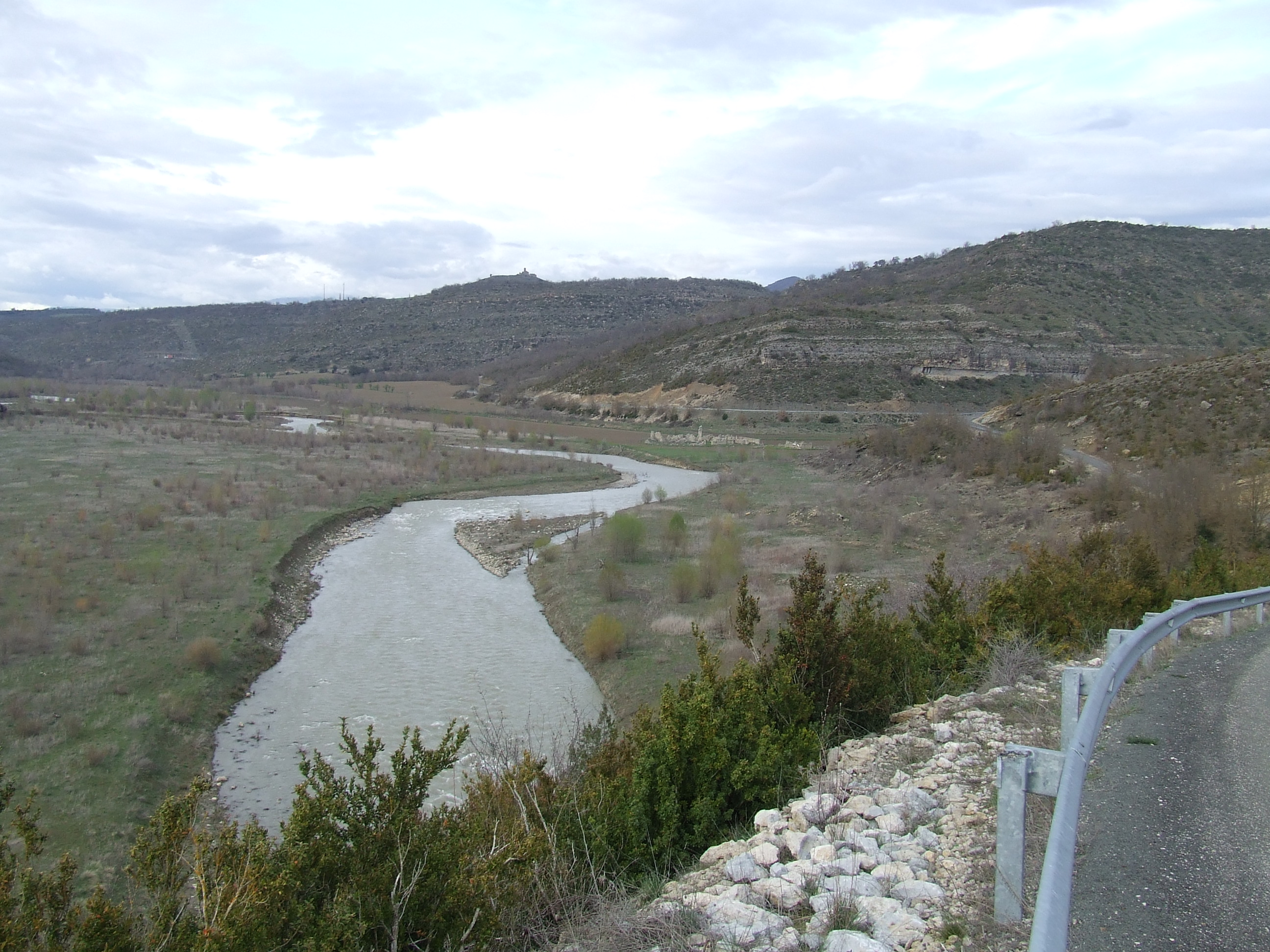
Lloc que acollia el poble de Mont-rebei. Al centre de la foto, les ruïnes del seu mas principal

Mont-rebei, o Mont-rebeig és un despoblat del terme de Sant Esteve de la Sarga, dins de la zona d'influència d'Alsamora. Juntament amb aquest poble pertangué al bisbat de Roda d'Isàvena i més modernament al de Lleida, al qual foren traspassades les parròquies del primer a suprimir-se, ja en època medieval.
Tot i que pertany administrativament al Pallars Jussà, des del punt de vista geogràfic era un poble ribagorçà. Tot i que al llarg de la història s'havia decantat cap al Pallars, la proximitat del Pont de Montanyana es feia notòria, sobretot pel que fa al comerç.
Mont-rebei, o Mont-rebeig, fou un dels ajuntaments constituïts amb el desplegament de la Constitució de Cadis, el 1812, i pervisqué com a municipi independent fins que el febrer del 1847 foren suprimits els ajuntaments que tenien menys de 30 veïns (caps de família), en aplicar-se la nova llei municipal del 1845. Mont-rebei fou unit a Alsamora, que el 1920 canviava de nom i capitalitat municipal, passant així a l'actual de Sant Esteve de la Sarga.
La Masia de Mont-rebei feia de cap d'aquest poble.

## Etimologia
Tot i que Joan Coromines considera la hipòtesi que aquest topònim ve de Monremei (sentit al Bisbe d'Urgell dels anys 50 del segle xx i a un fill del veí poble de Castissent), ell mateix es decanta sense gaires dubtes a una altra hipòtesi: Mont-rebei ve de Monte rapidiu, és a dir, la muntanya dels rabeigs (pronunciat rabeis a la zona). I és un nom del tot descriptiu, atès que els rabeigs els forma la Noguera Ribagorçana escolant-se entre muntanyes molt altes, on sembla que l'aigua es complagui, rabejant-s'hi, a estar estona circulant entre rocs i fent festa de l'estretor del lloc per on circula.
Altres estudis, com el de Jordi Mir (op. cit.), el fan venir de l'evolució per metàtesi (canvi d'ordre de sons o de síl·labes) de Bon remei, com és freqüent que passi en català (també és freqüent la conversió en m d'una b inicial, cosa que aniria a favor d'aquesta hipòtesi. L'autor, a més, argüeix que a l'altre extrem del Montsec, prop de Comiols, hi ha el santuari de la Mare de Déu de Bonrepòs, que molts pallaresos pronuncien Mon repòs. Segons aquesta altra hipòtesi, la grafia correcta del topònim hauria de ser Monrebei.

## L'antiga caseria
El 1848 encara tenia tres cases, un molí fariner i un de nocs (primeres indústries tèxtils). Actualment, només queden les ruïnes del molí fariner i del seu mas principal, la Masia de Mont-rebei, que tenia una capella dedicada a la Mare de Déu del Roser. Aquesta capella té l'origen en època medieval, però no semblava conservar res de la primitiva construcció just abans del seu total ensorrament. Els altres masos, més allunyats i enlairats, com ara el Mas de Sant Jaume, lo Pinell, la Masieta, la Casota, la Torreta, Ca de Boïls... són tots també abandonats i rònecs. Per tant, el poble rural de Mont-rebei és quasi del tot desaparegut, avui dia: només queda la masia antigament anomenada de l'Agustí, actualment en femení: l'Agustina.

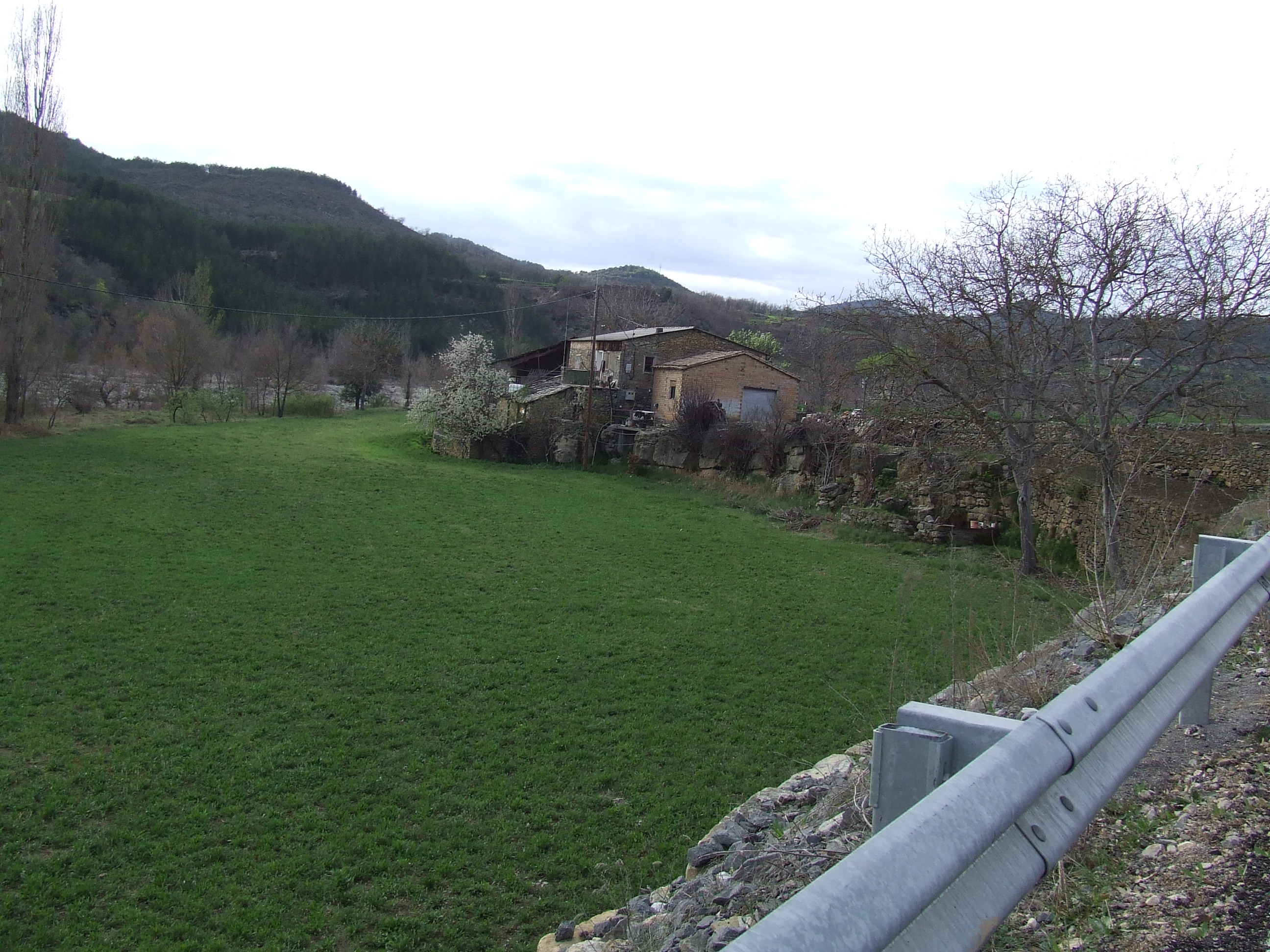
La masia de l'Agustina

## Masies de Mont-rebei
Mont-rebei tenia, en èpoques passades, moltes masies disperses que formaven el poble i la parròquia. Actualment nomésen queden les restes d'algunes, entre les quals destaquen:
- Mas de l'Agustina (l'Agustina)
- La Masieta
- Masia de Mont-rebei
- Lo Pinell
- La Torreta

La parròquia de Mont-rebei està documentada el 1391, en una dècima del Deganat de Tremp, bisbat d'Urgell, tot i que és de les parròquies que s'integraren, amb Alsamora i la Clua, en el bisbat de Roda d'Isàvena i després passà al de Lleida. Actualment no s'hi celebra culte des de fa molts anys.

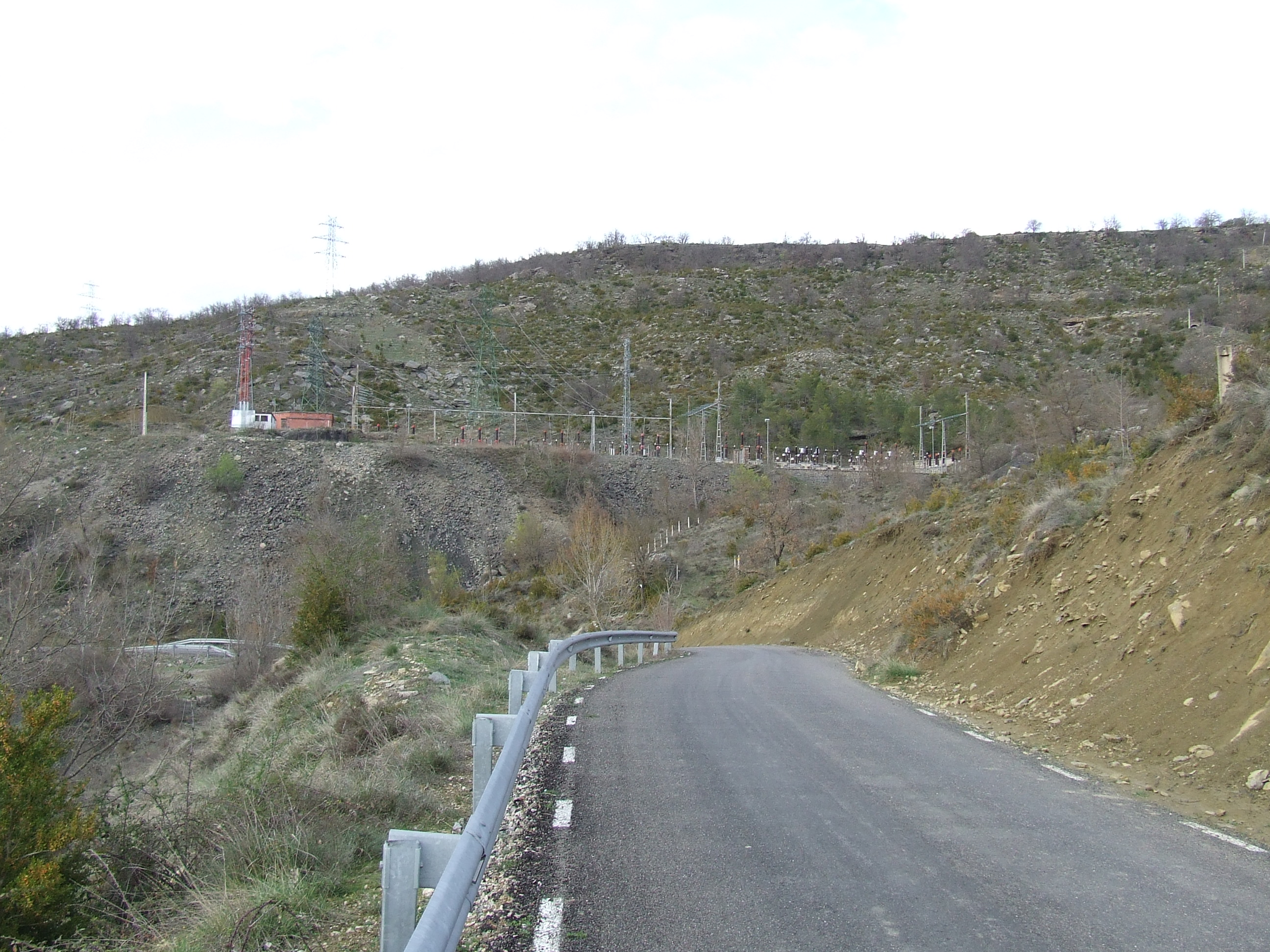
La Central Elèctrica del Pont de Montanyana, a Mont-rebei

En terres de Mont-rebei hi ha, a més, la Central Elèctrica del Pont de Montanyana, situada a sota i al sud-oest de Castissent, però en terme de Sant Esteve de la Sarga.
Pascual Madoz en parla en la seva obra Diccionario geográfico..., del 1845: les 3 cases que constitueixen aquest ajuntament són separades l'una de l'altra un quart d'hora, davant de Chiriveta (Girbeta); hi havia una capella, en una de les masies, que depenia precisament de l'església de Girbeta. El terreny és muntanyós, i només hi ha una franja ran de la Noguera Ribagorçana de mitjana qualitat. Dona el terme 32 jornals de feina, dels quals 3 són d'horta, aprofitant les aigües del riu (avui dia anegats per l'esmbassament). Hi havia una séquia que regava els horts i donava força a un molí fariner i a un batà. S'hi produïa blat, sègol, mongetes, vi, patates, llana i seda. De bestiar, ovelles i cabres, que per la neu han d'anar a terres de més al sud una part de l'any. Hi havia cacera, de conills, perdius i llops, i pesca, de truites i barbs. La població de Mont-rebei era formada per 4 veïns (caps de família) i 23 ànimes (habitants).
La Masia i el molí són dins l'àrea de negament o inundació de la cua de l'embassament de Canelles. Es troben a 500 m alt.